# Tiangau
Tiangau is een bestuurslaag in het regentschap Kepulauan Anambas van de provincie Riau-archipel, Indonesië. Tiangau telt 774 inwoners (volkstelling 2010).